# Norodom Chakrapong

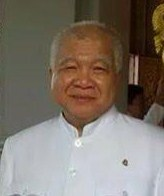

ZKH Generaal Sdech Krum Khun (prins) Norodom Chakrapong (Naradhama Chakrabangsa) (Khemerin Paleis, 21 oktober 1945) is een zoon van ZM Norodom Sihanouk, de voormalige koning van Cambodja.
Norodom Chakrapong heeft zijn opleiding genoten in Frankrijk en aan het stafopleidingsinstituut van de Joegoslavische luchtmacht. Gedurende de jaren 60 heeft hij gediend als piloot in de luchtmacht van Cambodja. Van 1973 tot 1975 leefde hij in China in ballingschap (net als zijn vader). Hierna ging hij naar Frankrijk waar hij tot 1991 verbleef. In het midden van de jaren 90 is hij viceminister-president van Cambodja geweest. Hij was toen onder andere verantwoordelijk voor de staatsluchtvaartmaatschappij Kampuchea Airways. 
Hij werd in 1993 wederom verbannen vanwege zijn vermoedelijke betrokkenheid bij een moordaanslag op Hun Sen. Hij ging hierop eerst tot 1994 naar Maleisië en vervolgens tot 1998 naar Frankrijk. 
In 2003 keerde hij met goedkeuring van minister-president Hun Sen terug en hij richtte toen Royal Phnom Penh Airways op. Tot 2004 was ZKH de eigenaar van deze maatschappij. Hij is ook lid van de raad van advies van de koning. Hij is zodoende een invloedrijk persoon in het politieke en zakelijke klimaat in Cambodja in de jaren 90 en 00. 

## Vrouwen en kinderen
Hij heeft voor zover bekend 13 kinderen van 6 vrouwen. Namen van zijn vrouwen met de bijbehorende kinderen:
1 Hun Soeun (Anak Munang Soeun), geboren op 1 augustus 1943, lid van de Hun Familie. Ze was tijdens haar leven een balletdanseres bij het koninklijke ballet van Cambodja. Getrouwd: geen datum voorhanden Gescheiden: geen datum voorhanden.
1. prins (Anak Anga Machas) Norodom Buddhapong
2. prins (Anak Anga Machas) Norodom Amarittivong
3. prins (Anak Anga Machas) Norodom Narawong (Naradhama Nara Varman), geboren op 1 augustus 1970
4. prins (Anak Anga Machas) Norodom Narithipong
5. prins (Anak Anga Machas) Norodom Ravichak (Naradhama Ravi Chakra), geboren op 1 januari 1974

2 Kethy Tioulong (Anak Munang Kethy), geboren op 5 augustus 1951. Getrouwd op 18 november 1965 in het Khemerin Paleis in Phnom Penh. Gescheiden: reeds, geen datum voorhanden. Zij was een dochter van generaal Nhiek Tioulong.
1. prinses (Anak Anga Machas) Norodom Nandathep

3 Duong Diyath (Anak Munang Diyathi), geboren op 5 april 1948. Getrouwd op 10 november 1967 in het Khemerin Paleis in Phnom Penh. Zij was een dochter van Duong.
1. prinses (Anak Anga Machas) Norodom Vimalea (Naradhama Vimala), geboren op 28 januari 1968
2. prinses (Anak Anga Machas) Norodom Bophary (Naradhama Puspari), geboren op 15 januari 1971
3. prins (Anak Anga Machas) Norodom Itthipong (Naradhama Indrabangsa), geboren op 15 december 1972

4 Duong Yany (Anak Munang Yani), geboren op 4 februari 1953. Getrouwd in 1974 in Peking China. Zij was een dochter van Duong. Gescheiden: reeds, geen datum voorhanden. 
1. prins (Anak Anga Machas) Norodom Rindra (Naradhama Narindra), geboren op 12 januari 1975

5 Dounchan Charuvan (Anak Munang Yaruvani), prinses Norodom Chakrapong, geboren op 11 april 1956. Zij was een dochter van Duongchan.
1. prins (Anak Anga Machas) Norodom Charurak (Naradhama Charuraksha), geboren in 1985

6 Monirem (Anak Munang Munirimi)
1. prins (Anak Anga Machas) Norodom Pongmonireth (Naradhama Pungmuniratna), geboren in 2000
2. prinses (Anak Anga Machas) Norodom Pongsoriya (Naradhama Pungsuriya), geboren in 1997